# 음력 8월 6일
음력 8월 6일은 음력 8월의 6번째 날이다.

## 사건
- 1949년 - 중화인민공화국에서 오성홍기 채택.

## 문화
- 1998년 - 제1회 방콕국제영화제에서 장선우 감독 《꽃잎》 최고상 수상.
- 2010년 - KBS 경인방송센터 개국.

## 탄생
- 1902년 - 대한민국의 시인 김소월.
- 1946년 - 대한민국의 제16대 대통령 노무현.
- 1976년 - 대한민국의 가수 정홍일.
- 1990년
  - 대한민국의 가수 태일 (블락비).
  - 대한민국의 배우 김다예.

## 같이 보기
- 음력 360일: 1월 2월 3월 4월 5월 6월 7월 8월 9월 10월 11월 12월
- 전날:8월 5일 다음날:8월 7일 - 전달:7월 6일 다음달:9월 6일
- 양력:8월 6일
- 음력, 윤달